# Tankstelle auf der Lohmühleninsel

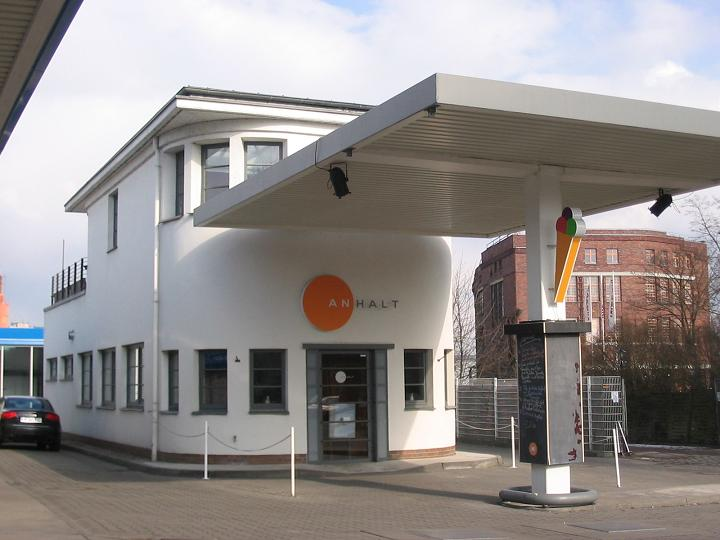
Erste Berliner Tankstelle mit Raststätte von 1928/29

Die Tankstelle auf der Lohmühleninsel war die erste Tankstelle von Berlin. Ihre Adresse ist Vor dem Schlesischen Tor 2 und sie befindet sich auf der Lohmühleninsel in Berlin-Kreuzberg, an der Grenze zum Bezirk Treptow-Köpenick. Das Gebäude steht seit dem 8. April 1993 unter Denkmalschutz.

## Geschichte
Die Tankstelle wurde 1928 nach Plänen der Architekten Paul Schröder und Max Pohl im Stil der Moderne entworfen und bis 1929 durch die Union Baugesellschaft auf Aktien realisiert. Sie war nicht nur eine Tankstelle, sondern auch schon immer eine Raststätte für die Kraftfahrer und eine Reparaturwerkstatt für Automobile. Dementsprechend hatten die beiden Architekten einen Aufenthaltsraum mit Werkstatt geschaffen. Zweimal, 1948–1950 und 1984/1985 wurde die Tankstelle nach den jeweiligen Anforderungen modernisiert. Seit den 1990er Jahren befindet sich nebenan eine Tankstelle der Aral-Gesellschaft, wodurch der Zapfsäulenbetrieb und der Verkauf von Brennstoff an der hier beschriebenen historischen Anlage obsolet wurde. Nach dem Mauerfall wurde 1999 das Kaffeehaus Zur Pumpe in den Gebäuden eingerichtet, was ein gewisser Ersatz für das vormals zwischen den Brücken gelegene, im Krieg verlustig gegangene gleichnamige Café war.
Im Herbst 2004 übernahm ein neuer Eigentümer die Immobilie und betrieb bis 2014 darin das Restaurant Anhalt.
Von einigen Stadtplanern sind Umgestaltungspläne für den entsprechenden Bereich der Lohmühleninsel bekannt geworden, die die Tankstelle und benachbarte Verkehrsflächen für Besucher attraktiver machen sollen.

## Ausstattung
Das Gebäude ist nicht kantig oder kubisch, sondern seine weiße Fassade verläuft in einem sanften Schwung.
Der Innenraum besteht aus zwei Ebenen, die durch eine Wendeltreppe verbunden sind. Im Untergeschoss sind die Bar und rund 20 Sitzplätze untergebracht. Das Obergeschoss ist eine umlaufende Galerie mit einer Terrasse.